# نادي روديز
نادي روديز (بالفرنسية: Rodez Aveyron Football)‏ نادي كرة قدم فرنسي يلعب في دوري الدرجة الوطنية . تم تأسيس النادي في سنة 1929 .